# Uncle Josh in a Spooky Hotel
Uncle Josh in a Spooky Hotel ist ein US-amerikanischer Stummfilm aus dem Jahr 1900. Regie führte Edwin S. Porter. Der Film wurde von der Edison Manufacturing Company veröffentlicht. Mit der Figur von Onkel Josh wurde die erste richtige Franchise-Figur der Filmgeschichte geboren.

## Handlung
Onkel Josh betritt zusammen mit dem Besitzer eines Hotels ein Hotelzimmer, in dem es spuken soll. Vor Mitternacht möchte er das Hotelzimmer verlassen, aber der Hotelbesitzer zwingt ihn zum Bleiben. Wenig später spielt ihnen ein Geist einige Streiche und am Ende ist Onkel Josh mit dem Geist alleine.

## Hintergrundinformationen
Charles Manley arbeitete als Schauspieler im Ford Theatre als der amerikanische Präsident Abraham Lincoln ermordet wurde.
Uncle Josh wurde zu einer beliebten Figur, die mehrere Abenteuer erlebte. Edwin S. Porter führte auch bei den anderen Filmen Regie.

## Chronologie der Reihe
- 1900: Uncle Josh’s Nightmare
- 1900: Uncle Josh in a Spooky Hotel
- 1902: Uncle Josh at the Moving Picture Show
- 1920: Uncle Josh buys a Car (Hörspiel)